# Per-Eric Smiding
Per-Eric Smiding, född 10 februari 1950 i Bromölla, är en svensk före detta friidrottare (spjutkastning). Han tävlade för IFK Lund och KA 2 IF. 1978 la Smiding av med friidrott pga en ryggskada, men gjorde comeback i veteran-SM 2017. Där tog han guld och slog svenskt rekord i sin åldersklass .
Han är tvillingbror till trestegshopparen Per-Owe Smiding.

## Personliga rekord
- Spjutkastning[4]: 8322 cm (Saarijärvi, Finland 25 juni 1978) [2]
- Spjutkastning[5]: 6264 cm (Karlstad 14 juni 1986) [6]

## Fotnoter
1. 1 2 3   Svenska Mästerskapen i friidrott 1896-2005. Trångsund: Erik Wiger/TextoGraf Förlag. 2006. ISBN 91-631-9065-6 |sid=137
2. 1 2   Sverigebästa genom tiderna i friidrott. Trångsund: Bengt Holmberg/TextoGraf Förlag. 2009. sid. 303. ISBN 978-91-977146-3-1
3. ↑   https://www.sydostran.se/artikel/mastaren-visade-gamla-mastartakter/
4. ↑  Med "gamla" spjutet som användes före 31 mars 1986
5. ↑  Med "nya" spjutet som används efter 31 mars 1986
6. ↑   Sverigebästa genom tiderna i friidrott. Trångsund: Bengt Holmberg/TextoGraf Förlag. 2009. sid. 299. ISBN 978-91-977146-3-1